# Prosoeca olivacea
Prosoeca olivacea är en tvåvingeart som beskrevs av Enrico Adelelmo Brunetti 1929. Prosoeca olivacea ingår i släktet Prosoeca och familjen Nemestrinidae. Inga underarter finns listade i Catalogue of Life.